# قلقلی
قلقلی یک شخصیت محبوب تلویزیونی است؛ که بدون حرف زدن، با ایما و اشاره مفاهیم را به مخاطبان خود که عموماً کودکان هستند منتقل می‌کرد. این شخصیت را شهرام لاسمی بازی می‌کرد. خالق این شخصیت که مجید قناد از مجری‌های کودک تلویزیون ایران می‌باشد در مصاحبه‌ای از نحوه آشنایی‌اش با شهرام لاسمی در سال‌های دور در یک شهربازی می‌گوید. به گفتهٔ قناد خلق این شخصیت به ایده‌ای برای ارتباط با کودکان خجالتی و کودکان ناشنوا بازمی‌گردد. وی ترجیح می‌دهد همچنان در برنامه‌های حضوری حرف نزند فقط در یک کار دوبلاژ اولین بار در برنامه «گل‌آموز» شبکه آموزش به جای یک عروسک مداد حرف زده‌ است.
لازم به ذکر است بازیگر قلقلی در سال ۱۳۹۸ در پستی که در اینستاگرام خود منتشر کرد برای همیشه از نقش خود خداحافظی کرد.